# 485-й истребительный авиационный полк
485-й истребительный авиационный полк (485-й иап) — воинская часть Военно-воздушных сил (ВВС) Вооружённых Сил РККА, принимавшая участие в боевых действиях Великой Отечественной войны.

## Наименования полка
За весь период своего существования полк несколько раз менял своё наименование:
- 17-й истребительный авиационный полк
- 485-й истребительный авиационный полк
- 72-й гвардейский истребительный авиационный полк
- 72-й гвардейский Полоцкий истребительный авиационный полк
- 72-й гвардейский Полоцкий ордена Суворова III степени истребительный авиационный полк
- 458-й гвардейский Полоцкий ордена Кутузова истребительный авиационный полк
- Полевая почта 42135

## Создание полка
485-й истребительный авиационный полк создан 5 января 1942 года переименованием 17-го истребительного авиационного полка.

## Переименование полка
485-й истребительный авиационный полк за образцовое выполнение боевых задач и проявленные при этом мужество и героизм на основании Приказа НКО СССР 18 марта 1943 года переименован в 72-й гвардейский истребительный авиационный полк.

## В действующей армии
В составе действующей армии:

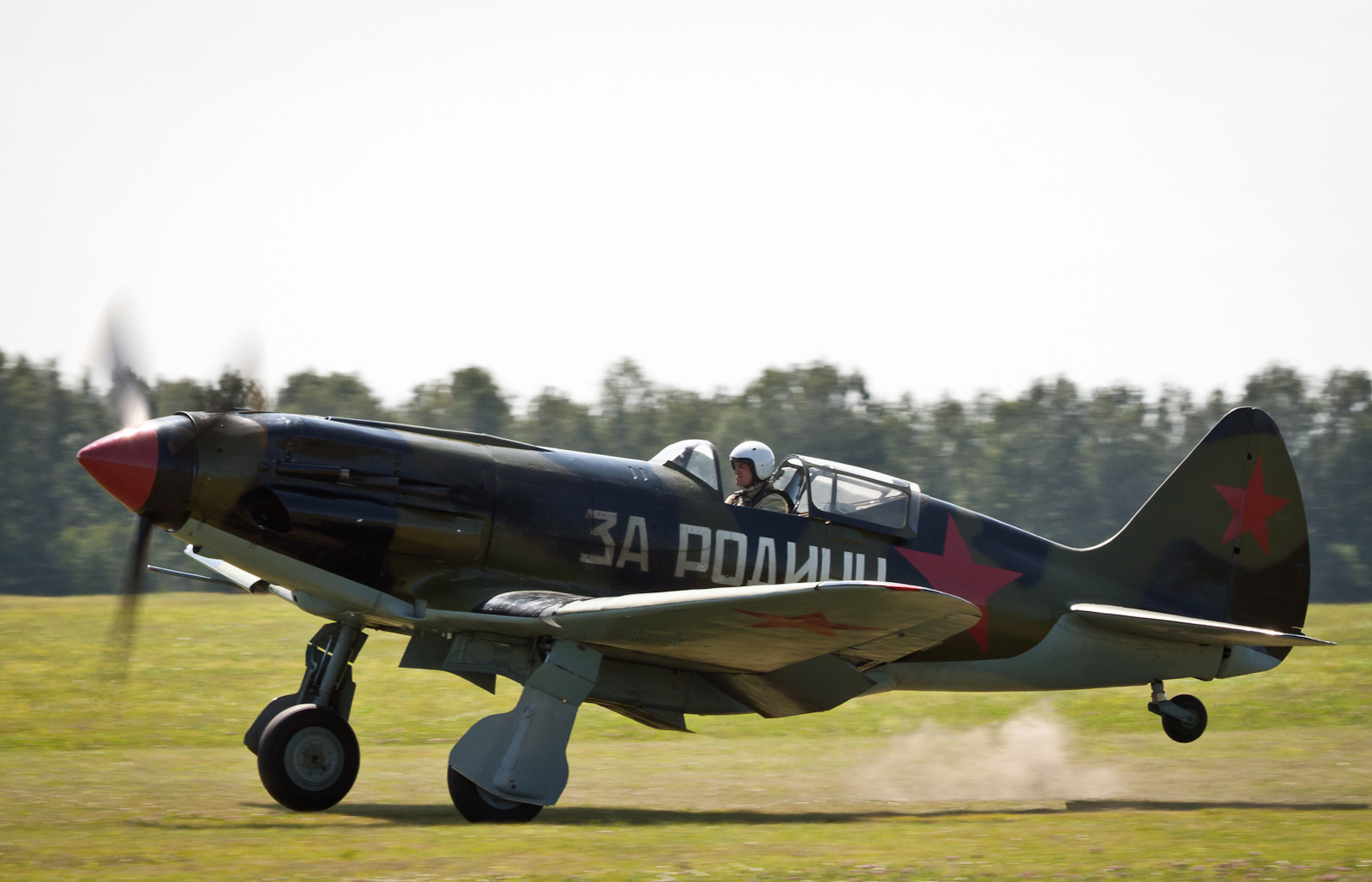
Самолёт МиГ-3

- с 6 апреля 1942 года по 18 марта 1943 года,

Всего 346 дней

## Командиры полка
- майор, подполковник Зимин Георгий Васильевич[3], 16.02.1942 — 10.04.1943

## В составе соединений и объединений
| Период          | Фронт (округ)            | армия               | дивизия                                            | примечание                                     |
| --------------- | ------------------------ | ------------------- | -------------------------------------------------- | ---------------------------------------------- |
| 17.11.1941 года | Ленинградский фронт      | ВВС фронта          | 39-я истребительная авиационная дивизия            | Сокол Вологодской области, МиГ-3               |
| 01.01.1942 года | Ленинградский фронт      | ВВС фронта          | 39-я истребительная авиационная дивизия            | переименован в 485-й иап, МиГ-3                |
| 09.01.1942 года | Московский военный округ | ВВС округа          | 22-й запасной истребительный авиационный полк      | Иваново, переучивание на Харрикейн             |
| 06.04.1942 года | Северо-Западный фронт    | ВВС округа          | 6-я ударная авиационная группа СВГК                | Харрикейн                                      |
| 12.06.1942 года | Северо-Западный фронт    | 6-я воздушная армия | 239-я истребительная авиационная дивизия           | Харрикейн                                      |
| 26.07.1942 года | Северо-Западный фронт    | 6-я воздушная армия | 239-я истребительная авиационная дивизия           | получил первые 5 самолётов Як-1, Харрикейн     |
| 01.11.1942 года | Северо-Западный фронт    | 6-я воздушная армия | 239-я истребительная авиационная дивизия           | Як-1, Як-7Б, переформирован за счёт 402-го иап |
| 18.03.1943 года | Северо-Западный фронт    | 6-я воздушная армия | 5-я гвардейская истребительная авиационная дивизия | Як-1, Як-7Б, переименован в гвардейский        |

## Участие в операциях и битвах

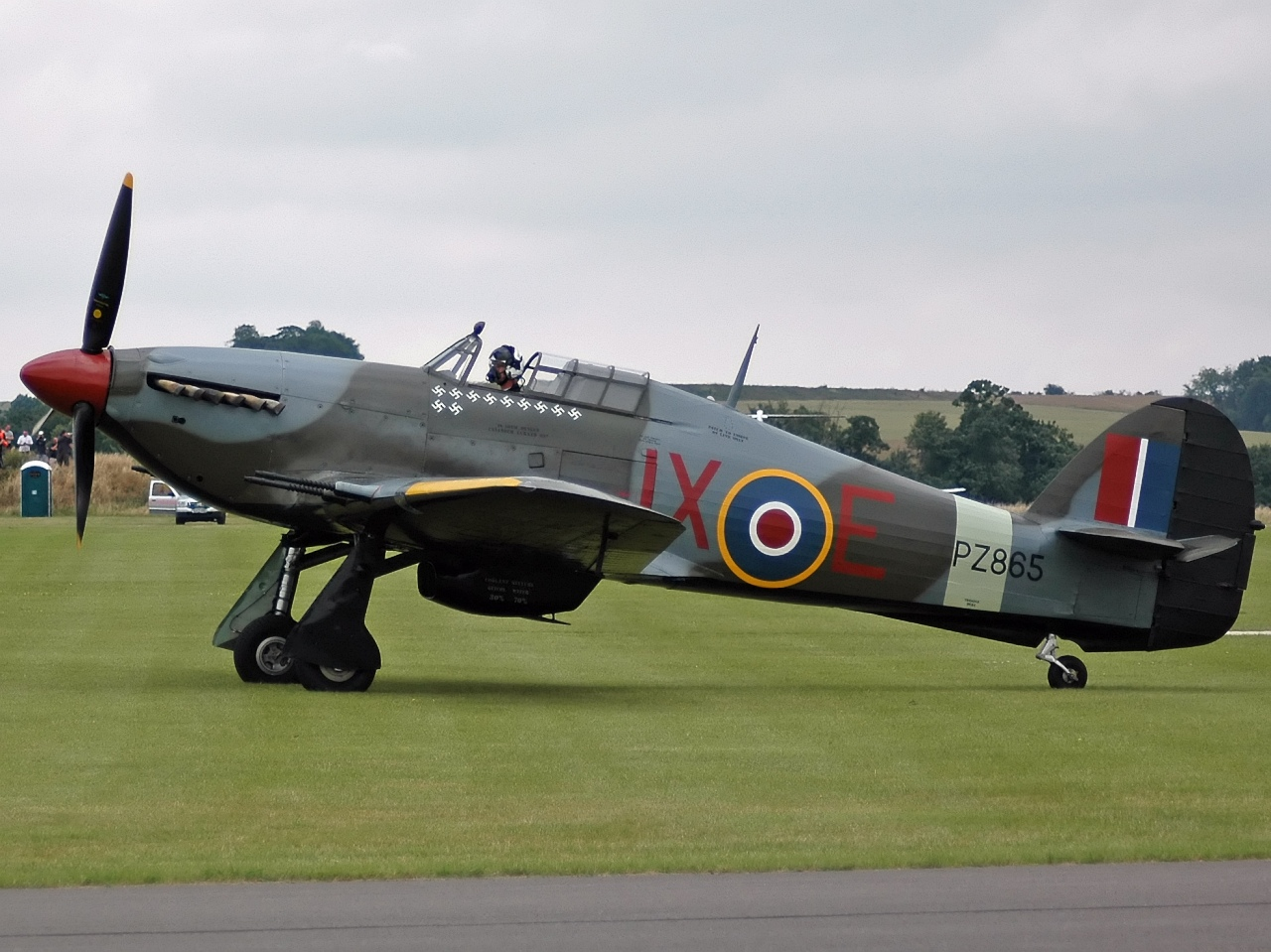
Истребитель Харрикейн

- Демянская операция — с 15 февраля 1943 года по 28 февраля 1943 года
- Старорусская операция — с 4 марта 1943 года по 19 марта 1943 года

## Отличившиеся воины полка
- Зимин Георгий Васильевич, командир полка, будучи в должности командира 240-й истребительной авиационной дивизии, полковник, Указом Президиума Верховного Совета СССР от 28 сентября 1943 года удостоен звания Героя Советского Союза.

## Статистика боевых действий
Всего за 1942 год полком:
| Выполнено боевых вылетов | Сбито самолётов в воздухе | Уничтожено самолётов всего |
| ------------------------ | ------------------------- | -------------------------- |
| 1686                     | 99                        | 99                         |

Свои потери:
| Потеряно самолётов, всего | Погибло лётчиков всего |
| ------------------------- | ---------------------- |
| 38                        | 21                     |

## Самолёты на вооружении
| Период      | Самолёты    |
| ----------- | ----------- |
| 1941 — 1942 | МиГ-3       |
| 1942 — 1943 | Харрикейн   |
| 1943 — 1943 | Як-1, Як-7Б |
| 1944 — 1945 | Як-9        |